# McLaren MP4/13
McLaren MP4/13 —гоночный  автомобиль, разработанный конструктором Эдрианом Ньюи для команды McLaren и участвовавший в сезоне Формулы-1 1998 года. Этот болид позволил Мике Хаккинену выиграть титул Чемпиона мира, а команде McLaren — Кубок конструкторов.

## История

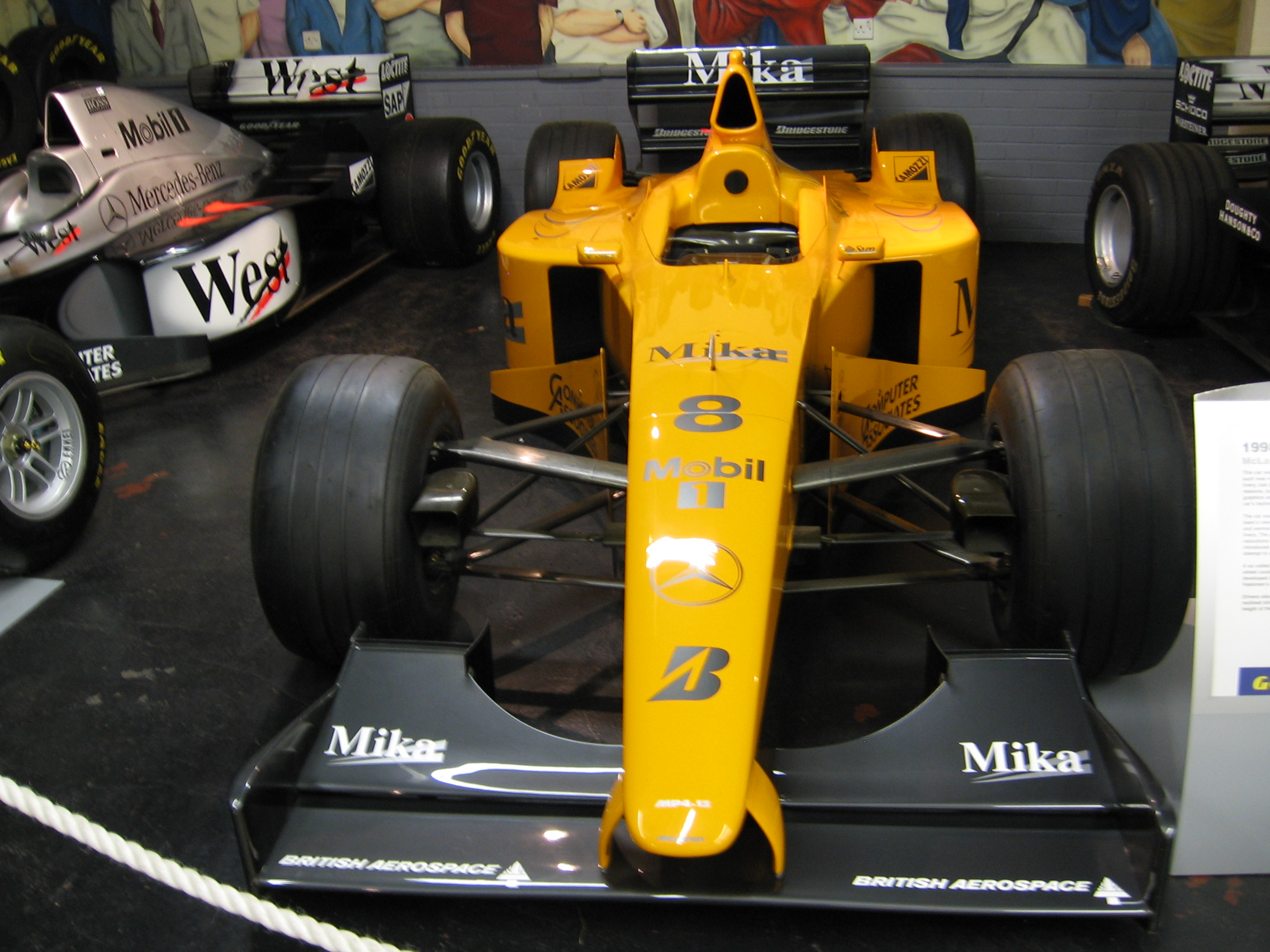
MP4-13 в тестовой окраске

MP4/13 был первым автомобилем McLaren, полностью построенным под покровительством Эдриана Ньюи. В 1998 FIA поменяла технический регламент, ширина автомобиля должна была быть сокращена до 1800 мм вместо 2000 мм в прошлом году. Новые правила всегда дают шанс подтянуться к лидерам, и в McLaren этот шанс не упустили. В McLaren не стали уменьшать колёсную базу, предпочтя оставить её на уровне прошлого года.
На старте сезона преимущество MP4/13 было настолько велико, что в первой гонке сезона пилоты McLaren выиграли на финише больше круга у своих преследователей. Однако затем в борьбу за победы в Гран-при включился Михаэль Шумахер на Ferrari F300.
К Гран-при Бразилии Ferrari и позже присоединившийся Benetton и Williams подали протест против тормозной системы McLaren с раздельным приводом, позволяющим регулировать распределение тормозного усилия. В кокпите установили вторую педаль тормоза, выбираемую водителем, чтобы действовать на одно из задних колес. Это позволяло гонщикам бороться с недостаточной поворачиваемостью и пробуксовкой ведущих колес на выходе из медленных поворотов. Поскольку конкуренты полагали, что это противоречит правилам FIA, которая, между прочим, дала зелёный свет этот системе перед стартом чемпионата. Ferrari и Williams заявляла, что эта система основана на полном приводе, который был запрещен статьей 10.4.1 технического регламента F1.
В то же время стало ясно, что McLaren использовал энергию торможения, преобразуя её в электричество, которое сохранялось в батареях. Это помогало на непродолжительное время увеличить мощность двигателя на 30-40 л.с. Стоит отметить, что использование подобной системы официально не было запрещено регламентом FIA. Однако вся система была запрещена.
Судьба титула решилась в последней гонке сезона, в японской Судзуке. Михаэль сошёл из-за лопнувшей покрышки, а Хаккинен одержал 8-ю победу в сезоне, принеся команде титул Чемпиона мира впервые с 1991 года.
Сезон 1998 года стал самым успешным для McLaren, с 1989 года, когда за неё выступали Айртон Сенна и Ален Прост.
Журнала «Autosport» признал McLaren MP4/13 «Гоночным автомобилем года 1998».

## Результаты гонок
| Год  | Команда               | Двигатель                | Шины | Пилоты   | АВС | БРА | АРГ | САН  | ИСП | МОН  | КАН  | ФРА | ВЕЛ  | АВТ | ГЕР | ВЕН | БЕЛ  | ИТА  | ЛЮК | ЯПО | Место | Очки |
| ---- | --------------------- | ------------------------ | ---- | -------- | --- | --- | --- | ---- | --- | ---- | ---- | --- | ---- | --- | --- | --- | ---- | ---- | --- | --- | ----- | ---- |
| 1998 | West McLaren Mercedes | Mercedes-Benz FO110G V10 | B    | Култхард | 2   | 2   | 6   | 1    | 2   | Сход | Сход | 6   | Сход | 2   | 2   | 2   | 7    | Сход | 3   | 3   | 1     | 156  |
| 1998 | West McLaren Mercedes | Mercedes-Benz FO110G V10 | B    | Хаккинен | 1   | 1   | 2   | Сход | 1   | 1    | Сход | 3   | 2    | 1   | 1   | 6   | Сход | 4    | 1   | 1   | 1     | 156  |

| Легенда к таблице |                                                                    |
| --- | ------------------------------------------------------------------ |
| В таблице перечислены результаты всех Гран-при Формулы-1, в которых использовался автомобиль. Строками таблицы являются сезоны, столбцами — этапы чемпионата мира. В каждой клетке указаны сокращённое название этапа и результат, дополнительно обозначенный цветом. Расшифровка обозначений и цветов представлена в нижеследующей таблице. |                                                                    |
| \| Пример \| Описание \| \| ------------ \| ------------------------------------------------------------------ \| \| 1 \| Победитель \| \| 2 \| Второе место \| \| 3 \| Третье место \| \| 5 \| Финишировал, заработав очки \| \| Сход \| Не финишировал, но при этом заработал очки \| \| 12 \| Финишировал, не получив очков \| \| НКЛ \| Финишировал, но не попал в финальную классификацию \| \| 15 \| Участвовал вне зачёта, либо по отдельной классификации \| \| 18 \| Не финишировал, но попал в финальную классификацию \| \| Сход \| Не финишировал \| \| НКВ \| Не прошёл квалификацию \| \| НПКВ \| Не прошёл предквалификацию \| \| ДСК \| Дисквалифицирован \| \| ИСК \| Исключён из протокола соревнований \| \| ТТ \| Заявлен для участия только в тренировках \| \| НС \| Участвовал в квалификации, но не стартовал в гонке \| \| Т \| Травмирован или болен \| \| ОТК \| Отказ от участия \| \| НТР \| Прибыл на соревнования, но на трассу не выезжал \| \| НПР \| Был заявлен в числе участников, но не прибыл к началу соревнований \| \| О \| Соревнования отменены \| \| \| Не участвовал \| \| Поул-позиция \| \| \| Быстрый круг \| \| |                                                                    |
| Пример | Описание                                                           |
| 1 | Победитель                                                         |
| 2 | Второе место                                                       |
| 3 | Третье место                                                       |
| 5 | Финишировал, заработав очки                                        |
| Сход | Не финишировал, но при этом заработал очки                         |
| 12 | Финишировал, не получив очков                                      |
| НКЛ | Финишировал, но не попал в финальную классификацию                 |
| 15 | Участвовал вне зачёта, либо по отдельной классификации             |
| 18 | Не финишировал, но попал в финальную классификацию                 |
| Сход | Не финишировал                                                     |
| НКВ | Не прошёл квалификацию                                             |
| НПКВ | Не прошёл предквалификацию                                         |
| ДСК | Дисквалифицирован                                                  |
| ИСК | Исключён из протокола соревнований                                 |
| ТТ | Заявлен для участия только в тренировках                           |
| НС | Участвовал в квалификации, но не стартовал в гонке                 |
| Т | Травмирован или болен                                              |
| ОТК | Отказ от участия                                                   |
| НТР | Прибыл на соревнования, но на трассу не выезжал                    |
| НПР | Был заявлен в числе участников, но не прибыл к началу соревнований |
| О | Соревнования отменены                                              |
| | Не участвовал                                                      |
| Поул-позиция |                                                                    |
| Быстрый круг |                                                                    |